# Smalcalda
Smalcalda (in tedesco: Schmalkalden) è una città di 19 555 abitanti della Turingia, in Germania. Appartiene al circondario (Landkreis) di Smalcalda-Meiningen (targa SM).

## Geografia fisica
Smalcalda è posta a 296 m sul versante sud-occidentale della foresta di Turingia.

## Storia
Il nome della città è documentato ufficialmente per la prima volta nell'874 d.C. con il nome di Smalacalda (cioè piccolo fiume).
Venne elevata al rango di città nel 1227 e vent'anni più tardi divenne feudo degli Heneberg ai quali rimase fino al 1583 quando entrò a far parte dei domini dell'Assia, i cui signori vantavano già dei diritti su di essa dal 1360.
È celebre per essere stata nel 1531 la sede della costituzione della Lega dei principi protestanti contro l'imperatore Carlo V (da cui appunto Lega di Smalcalda) nel convulso periodo di lotte riformiste all'indomani della Confessio Augustana fatta da Filippo Melantone.
Nel 1866 Smalcalda passò con l'Assia alla Prussia.
Nel 2018 venne aggregato alla città di Smalcalda il comune di Springstille.

## Geografia antropica
Appartengono alla città di Smalcalda le frazioni di Asbach, Grumbach, Mittelschmalkalden, Mittelstille, Möckers, Springstille e Wernshausen.

## Economia
Le principali risorse economiche della città sono date dall'estrazione di minerali di ferro e industrie metalmeccaniche, ottiche, del legno e del tabacco.

## Amministrazione

### Gemellaggi
Smalcalda è gemellata con:
- Fontaine
- Recklinghausen

La città intrattiene rapporti di amicizia con:
- Alpignano
- Dinkelsbühl
- Montana
- Remscheid
- Tábor
- Waiblingen